# M12 GMC
M12 155 mm Gun Motor Carriage ("King Kong") – amerykańskie samobieżne działo polowe z okresu II wojny światowej.  

## Historia
Działo samobieżne M12 powstało w wyniku długich studiów nad zmechanizowaniem jednostek artylerii US Army. Po zaakceptowaniu do produkcji nowego czołgu średniego M3 Lee zdecydowano o zaadaptowaniu jego podwozia do budowy armaty samobieżnej kalibru 155 milimetrów. Prace nad nowym pojazdem rozpoczęły się w czerwcu 1941, pierwsze próby przeprowadzono na poligonie w Aberdeen w stanie Maryland w lutym 1942.
W wyniku prób wprowadzono pewne zmiany w konstrukcji działa, po czym Departament Uzbrojenia armii amerykańskiej zdecydował o standaryzacji pojazdu jako 155 mm Gun Motor Carriage M12 i zamówieniu 50 egzemplarzy w zakładach Pressed Steel Car Company. Wkrótce zdecydowano się podwoić zamówienie. Produkcję pierwszej serii zakończono w listopadzie 1942, zaś ostatnie ze 100 zbudowanych dział zostało dostarczone w marcu 1943.
Działa po dostarczeniu do jednostek artylerii ciężkiej zostały przeznaczone do prób poligonowych, mających ustalić taktykę stosowania nowej broni i metody szkolenia żołnierzy w jej wykorzystaniu, większość egzemplarzy zaś została zmagazynowana. Pod koniec 1943 zdecydowano o przeprowadzeniu przebudowy 75 pojazdów, aby dostosować je do wymogów pola walki i wprowadzić modyfikacje postulowane przez oceniających próby poligonowe. Przebudowę wykonały w okresie od lutego do maja 1944 zakłady Baldwin Locomotive Works. Zmodernizowane pojazdy zostały wysłane na front zachodni przed końcem lipca 1944.
W tym samym czasie zaprojektowano także Cargo Carrier M30 – była to wersja M12 bez działa, służąca jako transporter amunicyjny. Na każdy M12 przypadał jeden transporter M30, który przewoził także część załogi obsługującej działo M12. M30 nie posiadały z tyłu kadłuba lemiesza stabilizującego pojazd w czasie strzelania.

## Opis konstrukcji
Konstrukcja działa samobieżnego M12 została oparta na nieco zmodernizowanym podwoziu czołgu M3 Lee. Silnik gwiazdowy Wright Continental R-975C-1 o mocy 400 KM został przeniesiony do środkowej sekcji kadłuba, a na jego miejscu z tyłu pojazdu zamontowano uzbrojenie. Była nim armata M1918 M1 kalibru 155 mm o maksymalnej donośności 18 400 metrów przy strzelaniu pociskiem odłamkowo-burzącym M101 o masie 42,96 kg. W przedziale uzbrojenia, zamkniętym z tyłu lemieszem stabilizującym działo do strzelania, umieszczono podręczny zapas 10 pocisków i takiej samej ilości ładunków miotających.
Podczas modernizacji pojazdów wysyłanych na front europejski wprowadzono zmiany w układzie jezdnym (z wykorzystaniem elementów czołgu M4 Sherman), nowe lemiesze oraz drobne zmiany w organizacji przedziałów kierowców i załogowego.

## Służba
Na froncie europejskim działa M12 stanowiły wyposażenie sześciu dywizjonów artylerii polowej, wchodzących w skład poszczególnych korpusów. Były one wykorzystywane głównie do wsparcia działań manewrowych wojsk pancernych, zwalczania celów o znaczeniu taktycznym, wsparcia ogniowego piechoty i przygotowania artyleryjskiego na kierunkach uderzeń. Działa M12 brały udział w walkach w Normandii, bitwie pod Falaise, przełamaniu Linii Zygfryda i zdobywaniu Kolonii. 991. Dywizjon Artylerii Polowej był pierwszą jednostką aliancką na froncie zachodnim, która ostrzelała terytorium nazistowskich Niemiec 10 września 1944.
Po zakończeniu wojny działa M12 zostały uznane za sprzęt przestarzały i zastąpione przez nowocześniejsze M40 GMC na podwoziu czołgu M4 Sherman.